# María del Mar Fernández
María del Mar Fernández (Cádiz, 1 de octubre de 1978) es una cantante española de flamenco. Ella se hizo famosa y conocida en la India, tras interpretar su tema musical de éxito titulado "Señorita". En la que fue interpretado en 2011, para una película hindi titulado "Zindagi Na Milegi Dobara".
Su principal arte es el flamenco, dominando varios artes o palos. 
Ha trabajado en grandes compañías y tiene un disco en el mercado llamado "una gaditana en bollywood"

## Carrera
María comenzó su carrera como cantante a la edad de 14 años, ella trabajó en varias escuelas de danza y de famosos intérpretes de flamencos, como la de Mar Gutiérrez, Inma y Pilar Salazar. Desde 1993, ha participado en un concurso de flamenco organizado en Málaga, llamado "Flamenco Joven de Andalucía". Ella comenzó a ofrecer una serie de actuaciones en diferentes clubes de distintas ciudades de Andalucía.
Más adelante, en 1999, viajó  a Japón para trabajar durante seis meses en un tablao en Osaka, junto con los bailarines de flamenco. Luego trabajó con muchos famosos artistas de flamenco, como Joaquín Cortés, Paco Peña y además colaboró en varios álbumes junto al cantautor Juan Villar. En álbumes titulados como "Gitanos de Santa María" y "Lorca y el flamenco."
Más adelante se hizo conocer en la India, cuando interpretó un tema musical a ritmo de flamenco titulado "Señorita" en 2011. Fue interpretada para una película del cine hindi titulada "ZNMD", dirigida por la directora de cine Zoya Akhtar.

## Discografía
- Gitanos de Santa Maria
- Lorca y el Flamenco
- "Señorita" - Zindagi Na Milegi Dobara